# Jerzy Satanowski
Jerzy Krzysztof Satanowski (ur. 23 sierpnia 1947 w Warszawie) – polski kompozytor, wokalista, dyrygent i reżyser, dyrektor artystyczny Teatru Miejskiego w Lesznie (2018–2020).

## Życiorys
Syn Roberta Satanowskiego (1918–1997). Został absolwentem filologii polskiej Uniwersytetu Adama Mickiewicza w Poznaniu (1972). Debiutował w latach 60. w Lesznie, w grupie rockowej „Następcy” (śpiew i gitara, kompozycje). Tu też miał ciekawy epizod w swoim życiu: wraz z kolegami z tego zespołu zgłosił się – jak po latach stwierdził „dla żartu” jako ochotnik na wojnę w Wietnamie po stronie Vietcongu, do walki z interwencją amerykańską w tym kraju. Ostatecznie żaden z 68 ochotników z Wielkopolski, i w ogóle z Polski, nie wyjechał.
Na początku lat 70. stworzył z Edwardem Stachurą szereg utworów, które stały się przedmiotem swoistego kultu młodego pokolenia. Piosenki Stachury do muzyki skomponowanej przez Satanowskiego śpiewa na płycie „Życie to nie teatr” Jacek Różański. Jest kompozytorem piosenek aktorskich także do tekstów Agnieszki Osieckiej, Jonasza Kofty i Jana Wołka, śpiewanych m.in. przez Krystynę Jandę, Piotra Fronczewskiego, Hannę Banaszak, Ewę Błaszczyk, Piotra Machalicę. Część z nich również sam wykonuje.
W latach 70. XX wieku związał się z poznańskim Teatrem Nowym kierowanym przez Izabellę Cywińską. Przygotował tam m.in. spektakl oparty na poezji Stachury Miłość, czyli życie… Współpracował z Maciejem Prusem w inscenizacjach Operetki Witolda Gombrowicza w warszawskim Teatrze Dramatycznym w 1976 r. i Januszem Wiśniewskim (Balladyna, Panopticum a la Madame Tussaud, Koniec Europy, Walka karnawału z postem, Modlitwa chorego przed nocą, Olśnienie, Życie jest cudem, Faust).
Wyreżyserował m.in. spektakle: Decadance (1987), Nie żałuję według Agnieszki Osieckiej (1997), Stachura, czyli list do pozostałych (2008), Tuwim dla dorosłych (2011), Biała Lokomotywa do słów Edwarda Stachury (2013).
Był wieloletnim jurorem w konkursie Ogólnopolskich Spotkań Zamkowych „Śpiewajmy Poezję” w Olsztynie, dla którego współtworzy i realizuje główne koncerty Spotkań Zamkowych.
W latach 2018–2020 był kierownikiem artystycznym Teatru Miejskiego w Lesznie.

## Dyskografia
- Życie to nie teatr – Jacek Różański w piosenkach Edwarda Stachury i Jerzego Satanowskiego
- Wrzeciono czasu i inne wrzeciona – muzyka z filmów oraz spektakli
- Dziękuję za świat. Agnieszka Osiecka, Jerzy Satanowski
- Zanim będziesz u brzegu. Jerzy Satanowski, Hanna Banaszak, Mirosław Czyżykiewicz – wydawnictwo Polskiego Radia
- Satanorium – gala Przeglądu Piosenki Aktorskiej 2002 (wznowienie 2011 r.)
- Konie narowiste: koncert ku pamięci Włodzimierza Wysockiego w 25 rocznicę śmierci. XXXII Ogólnopolskie Spotkania Zamkowe „Śpiewajmy Poezję”
- Dancing – muzyka ze spektaklu zrealizowanego w Teatrze „Polonia”
- Koncert o pani O – piosenki Agnieszki Osieckiej z Andrzejem Poniedzielskim w tle. Koncert laureatów Ogólnopolskich Spotkań Zamkowych „Śpiewajmy Poezję” z lat 1997–2007
- Tuwim dla dorosłych (Teatr Muzyczny „Roma”)
- Biała lokomotywa / Na błękicie jest polana. Edward Stachura, Jerzy Satanowski (2012)
- 100 piosenek. Antologia (wyd. MTJ Agencja Artystyczna, 27 czerwca 2016) – pięciopłytowa kompilacja[15][16]

## Piosenki z muzyką Jerzego Satanowskiego
- Absztyfikanci grubej Berty (sł. Julian Tuwim, wyk. Joanna Lewandowska, Magdalena Piotrowska, Anna Sroka, Jacek Bończyk, Arkadiusz Brykalski, Jan Janga-Tomaszewski)
- Apetyt na życie (sł. Jan Wołek, wyk. m.in. Hanna Śleszyńska i Mirosław Czyżykiewicz)
- Ciśnienie (sł. Jan Wołek, wyk. Jolanta Kaczmarek)
- Czy warto (sł. Edward Stachura, wyk. m.in. Jacek Różański, Piotr Machalica)
- Dancing (sł. Maria Pawlikowska-Jasnorzewska, wyk. Krystyna Janda)
- Gorzkie wino samotnych (sł. Jonasz Kofta, wyk. Jacek Różański)
- Insekty (sł. Jan Wołek, wyk. m.in. Mirosław Baka, Zbigniew Zamachowski)
- Już jest za późno (sł. Edward Stachura, wyk. m.in. Ewa Błaszczyk i Piotr Fronczewski, Piotr Machalica)
- Kto tam u Ciebie jest? (sł. Agnieszka Osiecka, wyk. m.in. Ewa Błaszczyk)
- Kustosz (sł. Jan Wołek, wyk. Joanna Jeżewska, Piotr Machalica)
- Małe jasne (sł. Jonasz Kofta, wyk. Ewa Błaszczyk)
- Mgły opadły (sł. Edward Stachura, wyk. m.in. Jacek Różański, Piotr Machalica)
- Moc (sł. Jan Wołek, wyk. Jolanta Kaczmarek)
- Nie rozdziobią nas kruki / Ruszaj się Bruno (sł. Edward Stachura, wyk. m.in. Piotr Fronczewski, Jacek Różański, Mirosław Baka)
- Niespodziewany koniec baśni (sł. Jan Wołek, wyk. Jolanta Kaczmarek)
- Nie żałuję (sł. Agnieszka Osiecka, wyk. Ewa Błaszczyk)
- Odwrót (sł. Jan Wołek, wyk. Joanna Lewandowska)
- Orszaki, Dworaki (sł. Agnieszka Osiecka, wyk. Ewa Błaszczyk)
- Para nasycona (sł. Jan Wołek, wyk. m.in. Jolanta Kaczmarek, duet Hanna Banaszak i Mirosław Czyżykiewicz, duet Stanisława Celińska i Marian Opania)
- Peru (sł. Jonasz Kofta, wyk. Ewa Błaszczyk)
- Pierdolnięci dekadenci (sł. Jan Wołek, wyk. m.in. Marian Opania)
- To nasze ostatnie bolero (sł. Agnieszka Osiecka, wyk. Adrianna Biedrzyńska)
- Ulica japońskiej wiśni (sł. Agnieszka Osiecka, wyk. Barbara Dziekan)
- Wietrzenie (sł. Jan Wołek, wyk. Jolanta Kaczmarek)
- Wołanie Eurydyki (sł. Jonasz Kofta, wyk. Hanna Banaszak)
- Zanim będziesz u brzegu (sł. Jan Kochanowski, wyk. duet Hanna Banaszak i Mirosław Czyżykiewicz)
- Zobaczysz (sł. Edward Stachura, wyk. m.in. Ewa Błaszczyk, Piotr Machalica, Jerzy Satanowski)
- Życie to nie teatr (sł. Edward Stachura, wyk. m.in. Jacek Różański, Mirosław Czyżykiewicz, Piotr Machalica)

## Filmografia
Skomponował muzykę do filmów i seriali telewizyjnych takich jak: Baryton (reż. Janusz Zaorski, 1984), Dom wariatów (reż. Marek Koterski, 1984), Kobieta w kapeluszu (reż. Stanisław Różewicz, 1984), Jezioro Bodeńskie (reż. J. Zaorski, 1985), Siekierezada (reż. Witold Leszczyński, 1985), Magnat (reż. Filip Bajon, 1986), Schodami w górę, schodami w dół (reż. Andrzej Domalik, 1988), Wszystko co najważniejsze... (reż. Robert Gliński, 1992), Wrzeciono czasu (reż. Andrzej Kondratiuk, 1995), Dzień świra (reż. M. Koterski, 2002), serial Ekstradycja (reż. Wojciech Wójcik, 1995–1997), serial Boża podszewka (reż. Izabella Cywińska).

## Nagrody i odznaczenia
- 1979 – Opole, V Opolskie Konfrontacje Teatralne – nagroda za muzykę do przedstawienia „Noc listopadowa” Stanisława Wyspiańskiego w reżyserii Macieja Prusa w Teatrze Dramatycznym w Warszawie[3]
- 1980 – Wrocław, XXI Festiwal Polskich Sztuk Współczesnych we Wrocławiu (FPSW) – nagroda za muzykę do przedstawienia „Operetka” Witolda Gombrowicza w Teatrze Dramatycznym w Warszawie[3]
- 1980 – VI Opolskie Konfrontacje Teatralne – nagroda za muzykę do „Wesela” Stanisława Wyspiańskiego w Teatrze im.Aleksandra Węgierki w Białymstoku i „Dziadów” Adama Mickiewicza w Teatrze Wybrzeże w Gdańsku[3].
- 1983 – Grand Prix Nagroda Publiczności oraz Nagroda Krytyków dla „Panopticum a’la Madame Tussaud”[17] i „Końca Europy”[18] w reżyserii Janusza Wiśniewskiego na Bitef Theatre(inne języki) (Międzynarodowym Festiwalu Teatralnym „BITEF”) w Belgradzie[19][20]
- 1984 – Grand Prix Nagroda Publiczności oraz Nagroda Krytyków dla „Panopticum a’la Madame Tussaud”[17] i „Końca Europy”[18] w reżyserii Janusza Wiśniewskiego na Festiwal Teatru Narodów w Nancy[19][21]
- 1985 – Edinburgh Festival Fringe w Edynburgu nagroda Fringe First dla „Końca Europy”[18][19]
- 1986 – Edinburgh Festival Fringe w Edynburgu nagroda Fringe First dla „Modlitwy chorego przed nocą”[18][22]
- 1986 – XXIII Krajowy Festiwal Piosenki Polskiej w Opolu – nagroda główna – za koncert piosenki aktorskiej i kabaretowej „To nic, że to sen” w wykonaniu Edyty Geppert
- 1988 – 13. Festiwal Polskich Filmów Fabularnych w Gdyni – nagroda za muzykę – film Schodami w górę, schodami w dół (reż. A. Domalik)
- 1995 – 20. Festiwal Polskich Filmów Fabularnych w Gdyni – nagroda za muzykę – film Wrzeciono czasu (reż. A. Kondratiuk)
- 2004 – Krzyż Kawalerski Orderu Odrodzenia Polski (za wybitne zasługi dla kultury polskiej)[23]
- 2005 – Srebrny Medal „Zasłużony Kulturze Gloria Artis”, data przyznania: 19 października 2005[24] (nr 211/2005)
- 2012 – Odznaka Honorowa za Zasługi dla Województwa Warmińsko-Mazurskiego
- 2012 – Festiwal Teatru Polskiego Radia i Teatru Telewizji Polskiej „Dwa Teatry” w Sopocie – Nagroda Główna za najlepszą muzykę i opracowanie muzyczne – spektakl „Skarpetki, opus 124”
- 2017 – Złoty Medal „Zasłużony Kulturze Gloria Artis” w dziedzinie muzyki, data przyznania: 11 grudnia 2017[24], data wręczenia: 17 lutego 2018[25].
- 2021 – Maska Malty na Festiwalu Malta[1]
- 2023 – Grand Prix Komeda za Całokształt Twórczości na 12. Festiwalu Filmowym im. Krzysztofa Komedy „Grand Prix” Komeda w Ostrowie Wielkopolskim[1]